# Calea ferată Adâncata–Berhomet pe Siret
Calea ferată Adâncata–Berhomet pe Siret este o cale ferată secundară în Ucraina. Această cale ferată cu linie simplă și neelectrificată străbate provincia istorică Bucovina din vestul Ucrainei și este exploatată de compania feroviară ucraineană de stat Ukrzaliznîția, prin compania regională Lvivska Zaliznîția.

## Istoric
Această cale ferată a fost pusă în funcțiune de către compania Bukowinaer Lokalbahnen (Căile ferate locale ale Bucovinei), la 30 noiembrie 1886, împreună cu Calea ferată secundară Carapciu pe Siret–Ciudei (azi Calea ferată Carapciu pe Siret–Ciudei). Deoarece compania sus-menționată nu avea nici un mijloc de transport propriu, exploatarea traseelor a fost făcută până la 1 iulie 1889 de compania Lemberg-Czernowitz-Jassy Eisenbahn, de la care a fost preluată în aceeași zi de către Căile Ferate de stat cezaro-crăiești ale Austriei (kkStB).
La 15 noiembrie 1909, Bukowinaer Lokalbahnen a pus în funcțiune Calea ferată industrială Berhomet pe Siret–Mejabrode–Lăpușna, o ramificație de la calea ferată locală cu o lungime de 14,621 km și ecartament normal; anterior, din 1886 exista o cale ferată industrială cu lungimea de 9,2 km și ecartament normal la Mejabrode, care era folosită vara și pentru transportul de persoane. Traseul s-a extins în anul 1909 cu 5,9 km până în satul Lăpușna. Cu toate acestea, transportul de persoane a fost întrerupt în anul 1913 din cauza lipsei de rentabilitate. Părți din calea ferată au fost degradate de către trupele rusești în anul 1916, în timpul luptelor din primul război mondial. După război, porțiunile avariate au fost reconstruite și traseul a fost extins până în satul Lăpușna. În timpul celui de-al doilea război mondial calea ferată s-a degradat, ca urmare a extinderii șoselei prin vale. 
După primul război mondial, Bucovina a devenit parte componentă a României; calea ferată a fost preluată de către compania românească CFR.
În timpul celui de-al doilea război mondial, nordul Bucovinei a fost anexat pentru o scurtă perioadă (1940-1941) de către Uniunea Sovietică; după atacarea URSS-ului de către Germania și eliberarea Bucovinei de Nord de către trupele române, această cale ferată a fost exploatată de către autoritățile românești din vara anului 1941 și până în 1944.
După încheierea celui de-al doilea război mondial, nordul Bucovinei a fost reocupat de către Uniunea Sovietică, iar Calea ferată Adâncata–Berhomet pe Siret a fost echipată cu șine cu ecartament lat (1520 mm), menținându-se cu linie simplă.
Între anii 1951-1953, la sud de capătul traseului din Berhomet pe Siret, a fost construită o mare rețea de cale ferată cu ecartament îngust (Calea ferată forestieră Berhomet, cu o lungime de 61 km în anul 1960) pentru transportul buștenilor la nou-înființata Fabrică de cherestea de la Berhomet pe Siret; aceasta a fost abandonată în 1965, iar șinele au fost complet scoase până în 1970 și înlocuite cu drumuri forestiere.

## Exploatare
Pe traseul până la Berhomet a circulat zilnic până la începutul anului 2009 o pereche de trenuri de la Cernăuți, apoi traseul s-a redus la porțiunea de traseu între Adâncata și Storojineț. Pe traseul între Carapciu pe Siret și Ciudei nu au mai circulat de multă vreme trenuri de persoane; este folosit numai de trenuri de marfă care merg până la Fabrica de cherestea de la Crasna Ilschi.